# Tannoy
Tannoy Ltd är en brittisk högtalartillverkare som även gör PA-utrustning. Företaget grundades i London 1926 med namnet Tulsemere Manufacturing Company.
Det stora genombrottet kom under andra världskriget då Tannoy levererade PA-system till armén. Idag ligger företagets huvudkontor i Coatbride, Skottland och ingår i den danska TC-gruppen.
Tannoy är berömda för sina ‘Dual Concentric’-högtalare, där diskanten placeras inuti mellanregistret eller basen. ‘Dual Concentric’ är ett varumärke även om Tannoy inte är de enda som tillverkar koaxialhögtalare
Ordet Tannoy används idag i den brittiska engelskan som ett ord för PA-system i allmänhet och företaget har därför en avdelning som bevakar massmedia för att se till så att deras varumärke inte missbrukas.